# Tableau des médailles des Jeux olympiques d'hiver de 2022

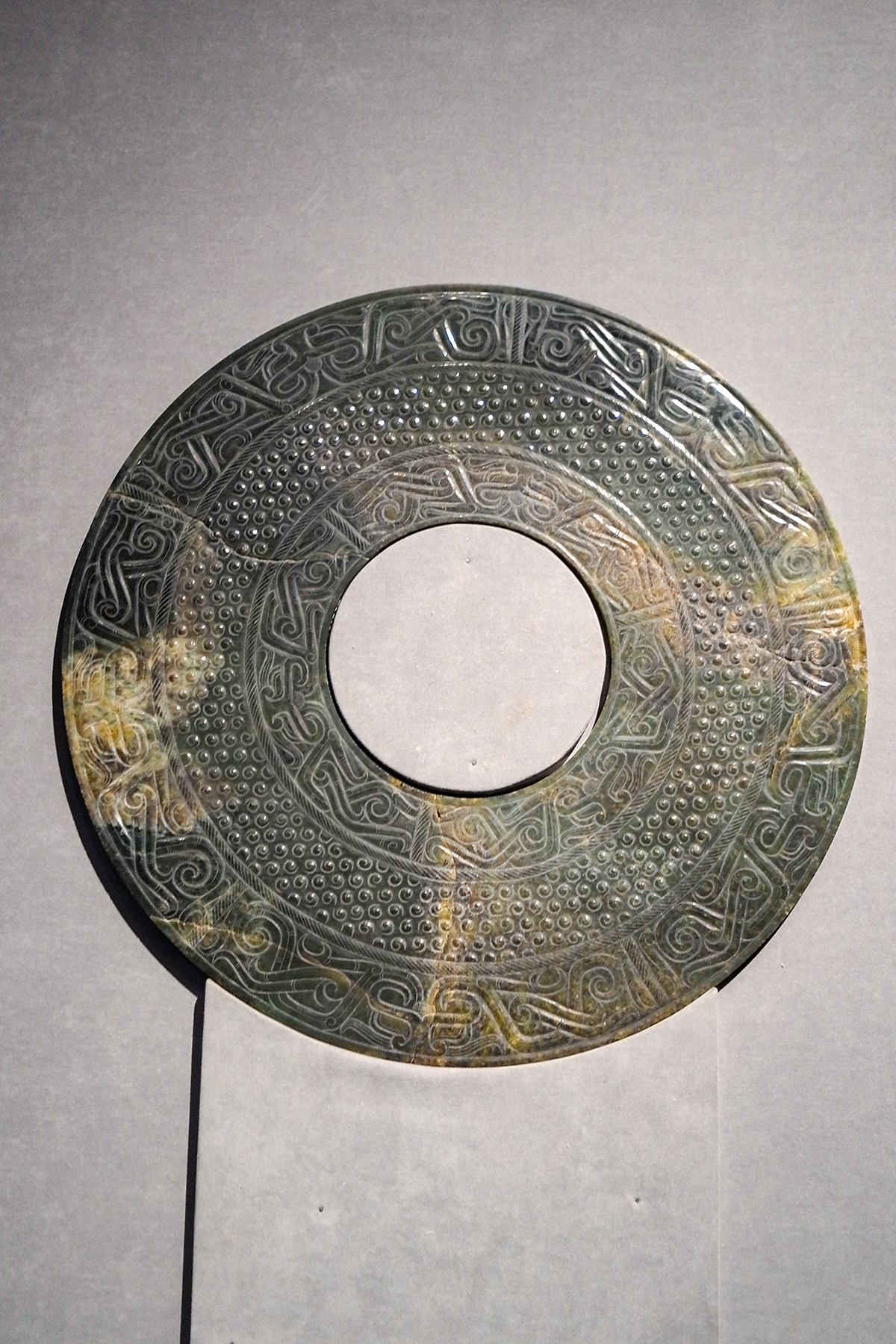
Un disque de jade de l'État de Lu exposé au musée de Zhengzhou.

Le tableau des médailles des Jeux olympiques d'hiver de 2022 donne le classement des nations par nombre de médailles d'or, d'argent et de bronze remportées aux Jeux olympiques d'hiver de 2022, tenus du 4 au 20 février 2022 à Pékin, en Chine.

## Médailles
Les médailles de ces Jeux sont dénommées « Tong Xin », traduit par « Ensemble nous ne formons qu’un » : inspirées des anciens pendentifs chinois en jade, l’anneau de forme concave présente cinq cercles en référence aux cinq anneaux olympiques qui unifie les peuples à travers le monde. Ce dessin est aussi un rappel aux médailles données pour les Jeux olympiques d'été de Pékin en 2008.
Les cinq anneaux olympiques sont gravés au centre de la face avant de la médaille, et les mots « XXIV Olympic Winter Games Beijing 2022 » sont gravés autour de ce centre et entourés de motifs de neige, de glace et de nuage. Au centre du revers de la médaille, on retrouve l’emblème des Jeux olympiques d’hiver de Beijing 2022 ainsi que l’inscription « Jeux olympiques d’hiver Beijing 2022 », entièrement écrite en chinois (北京2022年第24届冬季奥林匹克运动会) autour du symbole olympique.
La discipline sportive est également inscrite au revers de chaque médaille sur l’anneau le plus éloigné du centre.

## Tableau des médailles
Le tableau du classement des médailles par pays se fonde sur les informations fournies par le Comité international olympique (CIO) et est en concordance avec la convention du CIO relative aux classements des médailles. Par défaut, c’est le classement suivant le nombre de médailles d'or remportées par pays (à savoir une entité nationale représentée par un Comité national olympique) qui prévaut. À nombre égal de médailles d'or, c'est le nombre de médailles d'argent qui est pris en considération. À nombre égal de médailles d'argent, c'est le nombre de médailles de bronze qui départage deux nations. En cas d’égalité, toutes médailles confondues, les nations occupent le même rang dans le classement et sont listées par ordre alphabétique.
Il y a 109 compétitions et il n'y a pas eu de places ex æquo.

## Classement final
- Pays organisateur ( Chine)

| Rang  | Nation           | Or  | Argent | Bronze | Total |
| ----- | ---------------- | --- | ------ | ------ | ----- |
| 1     | Norvège          | 16  | 8      | 13     | 37    |
| 2     | Allemagne        | 12  | 10     | 5      | 27    |
| 3     | États-Unis       | 9   | 9      | 7      | 25    |
| 4     | Chine            | 9   | 4      | 2      | 15    |
| 5     | Suède            | 8   | 5      | 5      | 18    |
| 6     | Pays-Bas         | 8   | 5      | 4      | 17    |
| 7     | Autriche         | 7   | 7      | 4      | 18    |
| 8     | Suisse           | 7   | 2      | 6      | 15    |
| 9     | ROC              | 5   | 12     | 15     | 32    |
| 10    | France           | 5   | 7      | 2      | 14    |
| 11    | Canada           | 4   | 8      | 14     | 26    |
| 12    | Japon            | 3   | 7      | 8      | 18    |
| 13    | Italie           | 2   | 7      | 8      | 17    |
| 14    | Corée du Sud     | 2   | 5      | 2      | 9     |
| 15    | Slovénie         | 2   | 3      | 2      | 7     |
| 16    | Finlande         | 2   | 2      | 4      | 8     |
| 17    | Nouvelle-Zélande | 2   | 1      | 0      | 3     |
| 18    | Australie        | 1   | 2      | 1      | 4     |
| 19    | Grande-Bretagne  | 1   | 1      | 0      | 2     |
| 20    | Hongrie          | 1   | 0      | 2      | 3     |
| 21    | Belgique         | 1   | 0      | 1      | 2     |
| 21    | Tchéquie         | 1   | 0      | 1      | 2     |
| 21    | Slovaquie        | 1   | 0      | 1      | 2     |
| 24    | Biélorussie      | 0   | 2      | 0      | 2     |
| 25    | Espagne          | 0   | 1      | 0      | 1     |
| 25    | Ukraine          | 0   | 1      | 0      | 1     |
| 27    | Estonie          | 0   | 0      | 1      | 1     |
| 27    | Lettonie         | 0   | 0      | 1      | 1     |
| 27    | Pologne          | 0   | 0      | 1      | 1     |
| Total | Total            | 109 | 109    | 110    | 328   |

Ces données ont pour source le classement établi par le Comité international olympique et publié sur son site officiel.